# Doğuhan Kabadayı

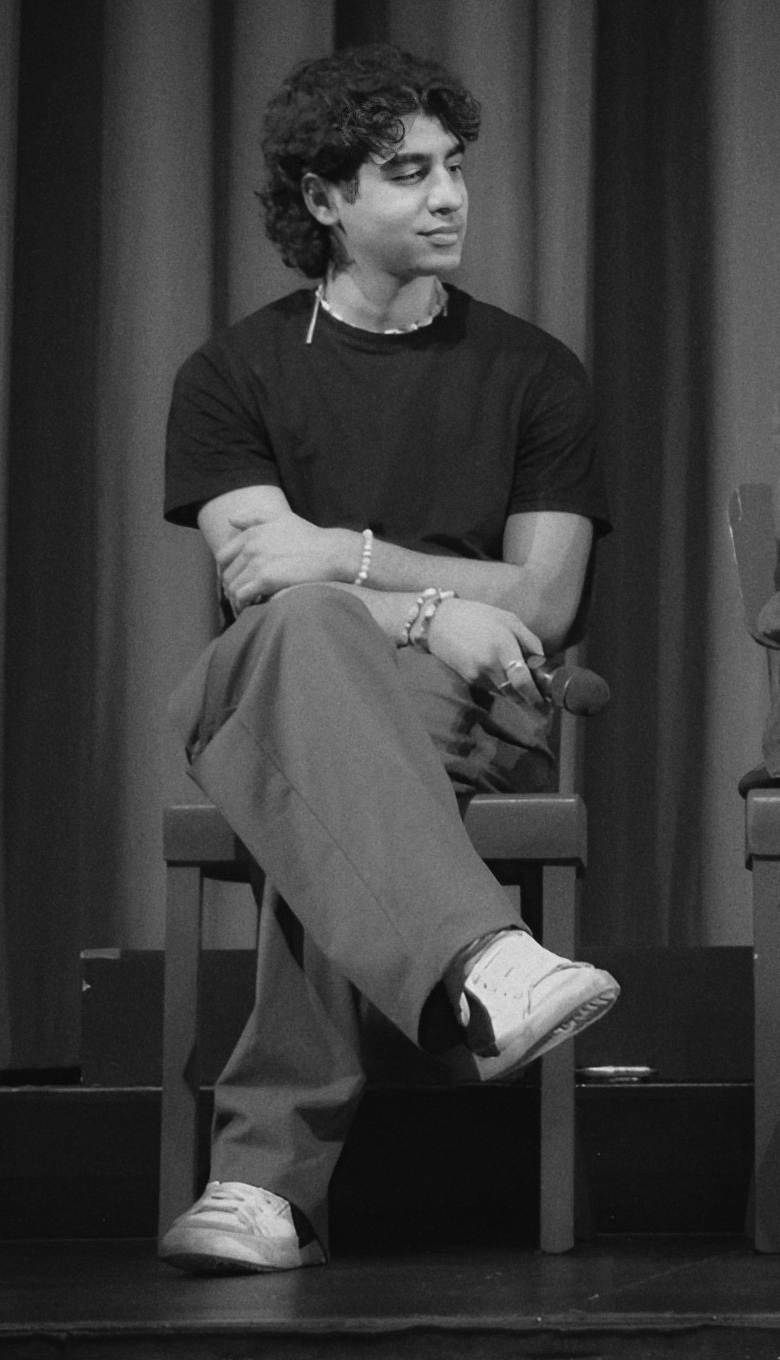
Doğuhan Kabadayı, 2022

Doğuhan Kabadayı (* 4. Januar 2001 in Berlin-Spandau) ist ein deutscher Schauspieler.

## Leben
Doğuhan, dessen Eltern aus der Türkei stammen, ist 2001 in Berlin-Spandau geboren, aufgewachsen und zur Schule gegangen. Er besuchte die Astrid-Lindgren-Grundschule in Spandau und später die sportbetonte Heinrich-Böll-Oberschule Berlin, die er 2020 mit dem Abitur abschloss.

## Filmografie (Auswahl)
- 2017: Landschaften in Zeiten des Verrats
- 2021: Ein nasser Hund
- 2021: Zero
- 2021: SOKO Stuttgart: Doppeltes Spiel (Fernsehserie, Doppelfolge)
- 2021: SOKO Potsdam: Feierabend (Fernsehserie, eine Folge)
- 2022: Die Kanzlei: Außer Kontrolle (Fernsehserie, eine Folge)
- 2022: Für Jojo
- 2022: Decision Game (Miniserie)
- 2022: Tatort: Leben Tod Ekstase (Fernsehreihe)
- 2023: SOKO Köln (Fernsehserie, Folge Angriff der Schatten)
- 2023: Die Therapie (Fernsehserie)
- 2024: Wo wir sind, ist oben (Fernsehserie)
- 2024: Ich bin Dagobert (Miniserie)
- 2024: Die Stinos (Fernsehserie)